# أمرابالي غوبتا
أمرابالي غوبتا ممثلة وعارضة ازياء
أمرابالي غوبتا (من مواليد 20 ديسمبر 1988) هي ممثلة تلفزيونية هندية. وقالت إنها قدمت لأول مرة في التلفزيون مع Khushiyan على DD الوطنية. بعد أن لعبت في Pyaar Ke Do Naam: Ek Raadha ، Ek Shyaam في Ginno ، كما لعبت دور Tanveer في Qubool Hai ،] و Nach Baliye 6 بدورها. [2]
عائلتها: هي دومًا كانت قريبه من عائلتها ودائما تاخذ نصيحه من ابوها
حياتها قبل دخول عالم تمثيل: شاركت في برامج الرقص الهندي سنة 2013، عملت بالإعلانات

أهم اعمالها: مسلسل حياتي سنة 2004 م، مسلسل قبول هي شاركت فيه بدور شريره تأنڤير
اسمها بالانجليزيه: amrapali gupta
الهند
بوابة:بوليوود
| معلومات شخصية                      | معلومات شخصية               |
| ---------------------------------- | --------------------------- |
| زوجها                              | ياش سينها (2012 حتى الآن)   |
| الميلاد                            | 20 ديسمبر 1988 لكناو، الهند |
| الجنسية                            | الهند                       |
| الطول والوزن                       | 165 سم - 55كجم              |
| الحياة العملية                     |                             |
| برجها                              | الجدي                       |
| المهنة                             | ممثلة                       |
| سنوات النشاط                       | 2004-الآن                   |
| حساباتها على برامج تواصل الاجتماعي |                             |
| الفيسبوك                           | Amrapali Gupta@             |
| الانستقرام                         | @amrapalliyashsinha         |
| تعديل مصدري - تعديل                |                             |

## وصلات خارجية
- أمرابالي غوبتا على موقع IMDb (الإنجليزية)